# Mariusz Cendrowski
Mariusz Cendrowski (ur. 20 października 1977 w Lubinie) – polski bokser, trener, olimpijczyk, wielokrotny amatorski mistrz Polski Seniorów, Mistrz Polski Młodzików, Mistrz Polski Juniorów, zawodowy mistrz świata organizacji TWBA. zawodowy Mistrz Polski

## Kariera amatorska
Startował w barwach Gwardii Wrocław i K.S. Energetyk Jaworzno, stoczył w boksie amatorskim ponad 320 zwycięskich walk. Trzykrotny zdobywca Złotych Rękawic.
W 2002 otrzymał nagrodę redakcji "Przeglądu Sportowego i Tempa"- "Złote Rękawice" przeznaczoną dla najlepszego polskiego pięściarza. Sukces zawdzięczał stabilnej formie podczas rozgrywek ekstraklasy, w których uzyskał on największą liczbę zwycięstw. Ponadto był o krok od medalu ME w Permie oraz nie zawiódł w turnieju im. Feliksa Stamma.
Sześciokrotny Mistrz Polski Seniorów (1997 do 2002), trzykrotny triumfator turnieju im. Feliksa "Papy" Stamma, Mistrz Polski Młodzieżowy i Mistrz Polski Juniorów, wielokrotny uczestnik, finalista i zwycięzca imprez międzynarodowych. Niezwyciężony w boksie amatorskim przez 5 lat z rzędu.
W Letnich Igrzyskach Olimpijskie w Sydney (2000) startował w wadze lekkopółśredniej. Przegrał w pierwszej kolejce 4:14 z Sung Bum Hwangiem (Korea Płd.) i odpadł z zawodów (zw. M. Abdullajew, Uzbekistan)

## Kariera zawodowa
Zawodową karierę rozpoczął 28 lutego 2004 w Warszawie, pokonując przez TKO Węgra Gyula Zabo. Do końca 2007 stoczył siedemnaście walk, raz tylko remisując z zawodnikiem z Maroka - Hicham'em Nafil'em. W pozostałych szesnastu pojedynkach odniósł zwycięstwa.
29 kwietnia 2005 w swojej siódmej zawodowej walce zdobył mistrzowski pas mało znanej organizacji TWBA stając naprzeciw doświadczonego Alexandra Polizzi z Belgii. Pas ten obronił jeszcze dwukrotnie.
W październiku 2008 roku podczas gali boksu zawodowego w Rembertowie wywalczył tytuł BBU International Champion.
W marcu 2007 podpisał kontrakt z najbardziej ekscentrycznym promotorem boksu zawodowego, Donem Kingiem.

## Pasje
Jest właścicielem Wrocławskiej Akademii Sportów Walki „Red Corner” gdzie z prawdziwą pasją przekazuje swoją wiedzę bokserską. Jest założycielem Fundacji „Blue Corner”. Fundacja ma za zadanie stworzyć ośrodek którego priorytetem będzie walczyć ze zjawiskami patologicznymi oraz resocjalizacja młodzieży niedostosowanej społecznie.

### Stoczone walki na zawodowym ringu
| Lp  | Data walki           | Miejsce walki       | Miejsce walki     | Wynik                                                        | Werdykt             |
| --- | -------------------- | ------------------- | ----------------- | ------------------------------------------------------------ | ------------------- |
| 1.  | 28 lutego 2004       | Warszawa            | Polska            | wygrana z Gyula Zabo (HUN)                                   | TKO w 2 rundzie     |
| 2.  | 4 czerwca 2004       | Warszawa            | Polska            | wygrana ze Marcen Gierke(GER)                                | TKO w 4 rundzie     |
| 3.  | 10 września 2004     | Warszawa            | Polska            | wygrana z Arash Warasy (BEL)                                 | TKO w 2 rundzie     |
| 4.  | 26 listopada 2004    | Warszawa            | Polska            | wygrana z Vladimir Fecko (CZE)                               | TKO\|KO w 6 rundzie |
| 5.  | 10 grudnia 2004      | Jaworzno            | Polska            | wygrana z Filipp Bystrikov (UKR)                             | TKO w 3 rundzie     |
| 6.  | 25 lutego 2005       | Włocławek           | Polska            | wygrana z Taras Boyko (UKR)                                  | TKO w 6 rundzie     |
| 7.  | 29 kwietnia 2005     | Świebodzice         | Polska            | wygrana z Alexander Polizzi (BEL)- zdobycie mistrzostwa TWBA | PTS 12 rund         |
| 8.  | 5 sierpnia 2005      | Warszawa            | Polska            | wygrana z Alexander Matviechuk (UKR)                         | UD 6 rund           |
| 9.  | 27 października 2005 | Grodzisk Mazowiecki | Polska            | wygrana ze Tagir Rzaev (AZE)                                 | UD 6 rund           |
| 10. | 17 grudnia 2005      | Żyrardów            | Polska            | wygrana z Zapir Guembatov (RUS)                              | UD 12 rund          |
| 11. | 10 marca 2006        | New Jersey          | Stany Zjednoczone | wygrana z Hicklet Lau(CUB)                                   | UD 6 rund           |
| 12. | 6 kwietnia 2006      | Grodzisk Mazowiecki | Polska            | wygrana z Vladimir Borovski (UKR)                            | UD 6 rund           |
| 13. | 3 czerwca 2006       | Ostrołęka           | Polska            | wygrana ze Ihar Filonau (BIA)                                | UD 6 rund           |
| 14. | 23 czerwca 2006      | Illinois            | Stany Zjednoczone | wygrana z Antonio Garcia (MEX)                               | UD 8 rund           |
| 15. | 22 lipca 2006        | Atlantic City       | Stany Zjednoczone | wygrana z Patrick Thompson (USA)                             | MD 8 rund           |
| 16. | 24 listopada 2006    | Ostróda             | Polska            | wygrana z Jamel Bahki (BEL)                                  | UD 6 rund           |
| 17. | 9 czerwca 2007       | Katowice            | Polska            | remis z Hicham Nafil (MAR)                                   | PTS 6 rund          |